# ロビン・クック (作家)
ロビン・クック（Dr. Robin Cook、本名：ロバート・ブライアン・クック〈Robert Brian Cook〉、1940年5月4日 - ）は、アメリカ合衆国の医師、医学や公衆衛生を題材とした作品を多く発表する作家。ニューヨーク州ニューヨーク生まれ。
医学とスリラーのジャンルを融合させた作品で知られ、作品の多くは『ニューヨーク・タイムズ』のベストセラー・リストに名を連ね、『リーダーズ・ダイジェスト』に取り上げられたこともある。これまでに刊行された作品は全世界でおよそ1億部の売り上げがある。

## 経歴
ニューヨークのクイーンズ区で育ち、8歳の時にニュージャージー州レオニアへ引っ越し、そこで初めて自分の部屋を持つことができた。
ウェズリアン大学とコロンビア大学の医学大学院を卒業・修了。ハーバード大学の医学大学院も修了した。ボストンの家と、妻子が暮らすフロリダ州ネープルズとを分けて生活している。現在はマサチューセッツの眼耳専門病院の休暇中で、医学とファンタジーを融合させた作品でベストセラーを生み出した。彼の作品は、現代医療の技術的な可能性やそれに伴う倫理的な問題を読者に提起し続けている。

## 映像化
『コーマ』はマイケル・クライトン監督・脚本で映画化され、興行的に成功を収めた。『スフィンクス』は、レスリー＝アン・ダウン、フランク・ランジェラ主演で映画化された。またテレビドラマ化も多くされており、1993年12月に『ロビン・クックの“医療過誤”』がCBSで、1994年11月に『モータル・フィア/死の恐怖』がNBCで、1995年5月に『アウトブレイク―感染』を原作とした『LEVEL4』がNBCで、1996年2月に『ターミナル/末期病状』がNBCで放送された。2008年には『フォーリン・ボディ 陰謀のカルテ』がマイケル・アイズナーによってウェブで50エピソード放送された。『インヴェイジョン―侵略』では、NBCがさらに2本の製作を進めていることを明かしている。

## 作品リスト
| #  | 邦題                              | 原題               | 刊行年 | 刊行年月   | 訳者     | 出版社   |
| -- | --------------------------------- | ------------------ | ------ | ---------- | -------- | -------- |
| 1  |                                   | Year of the Intern | 1972年 |            |          |          |
| 2  | コーマ―昏睡                       | Coma               | 1977年 | 1983年7月  | 林克己   | 早川書房 |
| 3  | スフィンクス                      | Sphinx             | 1979年 | 1980年6月  | 林克己   | 早川書房 |
| 4  | ブレイン―脳                       | Brain              | 1981年 | 1981年5月  | 林克己   | 早川書房 |
| 5  | フィーバー―発熱                   | Fever              | 1982年 | 1982年12月 | 林克己   | 早川書房 |
| 6  | ゴッドプレイヤー―神を演ずるもの   | Godplayer          | 1983年 | 1984年4月  | 林克己   | 早川書房 |
| 7  | マインドベンド―洗脳               | Mindbend           | 1985年 | 1985年12月 | 林克己   | 早川書房 |
| 8  | アウトブレイク―感染               | Outbreak           | 1987年 | 1988年3月  | 林克己   | 早川書房 |
| 9  | モータル・フィア―死の恐怖         | Mortal Fear        | 1988年 | 1989年5月  | 林克己   | 早川書房 |
| 10 | ミューテイション―突然変異         | Mutation           | 1989年 | 1990年8月  | 林克己   | 早川書房 |
| 11 | ハームフル・インテント―医療裁判   | Harmful Intent     | 1990年 | 1991年4月  | 林克己   | 早川書房 |
| 12 | ヴァイタル・サインズ―妊娠徴候     | Vital Signs        | 1991年 | 1992年8月  | 林克己   | 早川書房 |
| 13 | ブラインドサイト―盲点             | Blindsight†        | 1992年 | 1993年9月  | 林克己   | 早川書房 |
| 14 | ターミナル―末期症状               | Terminal           | 1993年 | 1994年8月  | 林克己   | 早川書房 |
| 15 | フェイタル・キュア―致死療法       | Fatal Cure         | 1994年 | 1995年8月  | 林克己   | 早川書房 |
| 16 | アクセプタブル・リスク―許容量     | Acceptable Risk    | 1994年 | 1996年9月  | 林克己   | 早川書房 |
| 17 | コンテイジョン―伝染               | Contagion†         | 1995年 | 1997年7月  | 林克己   | 早川書房 |
| 18 | クロモソーム・シックス―第六染色体 | Chromosome 6†      | 1997年 | 1998年7月  | 林克己   | 早川書房 |
| 19 | インヴェイジョン―侵略             | Invasion           | 1997年 | 1997年12月 | 林克己   | 早川書房 |
| 20 | トキシン―毒素                     | Toxin              | 1998年 | 1999年11月 | 林克己   | 早川書房 |
| 21 | ベクター―媒介                     | Vector†            | 1999年 | 2000年6月  | 林克己   | 早川書房 |
| 22 | アブダクション―遭遇               | Abduction          | 2000年 | 2001年10月 | 林克己   | 早川書房 |
| 23 | ショック―卵子提供                 | Shock              | 2001年 | 2002年11月 | 林克己   | 早川書房 |
| 24 | シージャー―発作                   | Seizure            | 2003年 | 2012年6月  | 川副智子 | 扶桑社   |
| 25 |                                   | Marker†            | 2005年 |            |          |          |
| 26 |                                   | Crisis†            | 2006年 |            |          |          |
| 27 |                                   | Critical†          | 2007年 |            |          |          |
| 28 |                                   | Foreign Body†      | 2008年 |            |          |          |
| 29 |                                   | Intervention†      | 2009年 |            |          |          |
| 30 |                                   | Cure†              | 2010年 |            |          |          |
| 31 |                                   | Death Benefit      | 2011年 |            |          |          |
| 32 |                                   | Nano               | 2013年 |            |          |          |
| 33 |                                   | Cell               | 2014年 |            |          |          |
| 34 |                                   | Host               | 2015年 |            |          |          |
| 35 |                                   | Charlatans         | 2017年 |            |          |          |

†ジャック・ステープルトン&ローリー・モンゴメリー　シリーズ